# Pococha
Pococha（ポコチャ）は、株式会社ディー・エヌ・エーが運営するライブコミュニケーションアプリである。

## 概要
スマホで誰でも気軽にライブ配信と視聴ができるライブコミュニケーションサービス。ライバー（配信者）のトークとリスナー（視聴者）のコメントで、ライブ配信を盛り上げることができる。WEB版は、Lv20以上でかつPocochaの各種規約への違反が無いユーザーのみ利用可能である。
法人向けサービス「Pococha for Business」では、次世代のTOPライバーの発掘を専業とする、全国の事業会社が加盟したプラットフォーム「ライバーコネクションプラットフォーム」と、複数のPocochaライバーとの提携、リスナーの開拓、コンテンツの企画、コラボレーション、デジタル著作権管理、営業など、ライバーに特化したトータルマネジメントサービスを提供するためのサードパーティー向けユーティリティプログラム「ライバーマネジメントプラットフォーム」を提供している。
2021年第1四半期DeNAのライブストーミング事業の売上57億円の7割を稼いでおり、DeNAのライブストーミング事業の黒字転換に貢献した。
2021年3月期決算でDeNAのライブストーミング事業（Pococha）は、売上242億1100万円、セグメント利益51億9100万円を達成した。
2022年3月期決算でDeNAのライブストーミング事業（Pococha、IRIAM）の売上収益は346億6400万円、セグメント利益は34億8400万円となった。
DeNA2024年3月期第2四半期決算説明会資料で、国内Pocochaの2023年3月期通期業績が売上収益340億円、事業利益38億円であることが判明した。
DeNA2024年3月期第決算で、国内Pocochaの2024年3月期通期業績が売上収益347億円、セグメント利益41億円であることが判明した。

## 沿革
- 2017年
  - 1月10日 - 株式会社ディー・エヌ・エーが、ライブコミュニケーションアプリ「Pococha Live（ポコチャ）」iOS版をリリース[7][8][9]
  - 8月 - ファミリー機能を追加
  - 11月5日 - ライブコミュニケーションアプリ「Pococha Live（ポコチャ）」Android版リリース
- 2018年
  - 6月 -  ライバーランク（現：応援ランク）を開始
  - 7月 - ぽこボックス機能を追加
  - 8月 - 星バッジ機能を追加
  - 9月 - Android版に配信機能を追加
  - 10月
    - 運営・ライバー・リスナーでPocochaの未来を一緒に考える「サポーター制度」を初開催
    - ライバー向け「スキルアップセミナー」を初開催

  - 11月
    - 運営とリスナーの交流会「ぽこフォーラム」を初開催
    - パチパチ機能を追加
- 2019年
  - 2月 - ランクロック開始
  - 2月5日 - ラジオ番組『Pocoっとchaンネル』を文化放送にて放送開始（2020年9月まで）
  - 2月24日 - 初のリアルイベント「POCO LAND」を開催[10]
  - 4月
    - ぽこナイト機能を追加
    - WEB版リリース

  - 7月
    - タグ機能を追加
    - 7月 - ユーザー同士の交流会「POCO BASE」初開催

  - 10月28日 - コンセプトならびにデザインでリニューアル[11]
  - 11月 - ご新規さん歓迎配信機能を追加[12]
  - 12月20日 - テレビCMを地上波各局にて放映[13]
- 2020年
  - 2月 - ライブレコード表示機能を追加[14]
  - 6月15日 - 法人向けサービス「Pococha for Business」を開始[15]
- 2021年
  - 1月25日 - 年齢による配信機能の利用制限と、課金上限額の設定を導入[16]
  - 3月
    - Pococha発の音楽レーベル「POCORECORDS（ポコレコーズ）」を開始[17][18]
    - Pocochaオリジナルキャラクターブランド「POCOTOMO」を開始[19]

  - 5月 - 米国でのサービスを開始[20]
- 2022年
  - 1月17日 - 音声でつながるライブ配信アプリ「Voice Pococha（ボイスポコチャ）」を開始[21]
  - 3月1日 - インドでのサービス開始[22]
  - 8月10日 - UUUM株式会社と動画クリエイターの配信促進に関する業務提携を締結[23]
- 2023年
  - 2月1日 - 地域にゆかりのあるライバーが、その地域の商品や魅力を発信する、Pococha地域応援プロジェクト「Sell Me Goods!〜地域編〜」を始動[24]
  - 10月19日〜22日 - 期間限定で、CHOOSEBASE SHIBUYA（東京都渋谷区宇田川町21-1）にてPocochaライバー約20名が集まる「# 渋谷にある地元のカフェ」をオープン[25]
  - 12月8日 - 「プロフ動画タイムライン」の閲覧機能をリリース
- 2025年
  - 1月31日 - 「ポコガチャ」と「きせかえアイテム」をリリース

## CM
- 若林正恭（オードリー）、佐藤満春（どきどきキャンプ）[26][27]

## 受賞歴
- 2020年度グッドデザイン賞受賞[28]
- Sensor TowerのAPAC Awards 2021 Best Social App in Japan受賞[29]
- ASIA SMART APP AWARDS 2021 LIFESTYLE, SOCIAL & ENTERTAINMENT部門入賞[30]